# Maria Teresa Gargano
Maria Teresa Gargano (Roma, 23 novembre 1986) è un'ex ginnasta italiana, vincitrice di medaglie ai Campionati europei, ai Giochi del Mediterraneo, ai Campionati italiani assoluti e alle Gymnasiadi. È stata la prima ginnasta italiana in campo femminile a vincere una medaglia europea individuale. Si è ritirata nel 2005, per poi cominciare a praticare TeamGym, partecipando a numerosi campionati italiani ed europei tra il 2005 e il 2010.

## Carriera
- Nel 2001 partecipa ai Giochi del Mediterraneo di Tunisi, dove ottiene una medaglia d'argento a squadre, insieme a Monica Bergamelli, Ilaria Colombo, Cristina Cavalli e Giorgia Denti, una medaglia d'argento alla trave pari merito con la francese Marlene Peron e dietro a Ilaria Colombo e, un bronzo al corpo libero dietro alle spagnole Elena Gomez e Sara Moro [2][3]
- Nel 2002 partecipa ai Campionati europei di Patrasso, dove vince una medaglia di bronzo nel torneo a squadre nuovamente con Monica Bergamelli, Ilaria Colombo, Cristina Cavalli e Giorgia Denti. Si classifica al 9º posto nel concorso generale e al 7º al corpo libero. Vince inoltre il titolo di campionessa italiana assoluta e conquista due medaglie d'oro e due d'argento alle Gymnasiadi di Caen.[2][4][5][6][7]
- Nel 2003 partecipa ai Campionati mondiali di Anaheim, dove si piazza al 15º posto nel concorso generale. Vince per la seconda volta il titolo di campionessa italiana assoluta.[4][7]
- Nel 2004 partecipa ai Campionati europei di Amsterdam, vincendo un bronzo al corpo libero, mentre la squadra nazionale si piazza al 6º posto. Vince per la terza volta il titolo di campionessa italiana assoluta. Partecipa alle Olimpiadi di Atene classificandosi al 48º posto assoluto.[2][5][7][8]